# Benedetto di Bindo

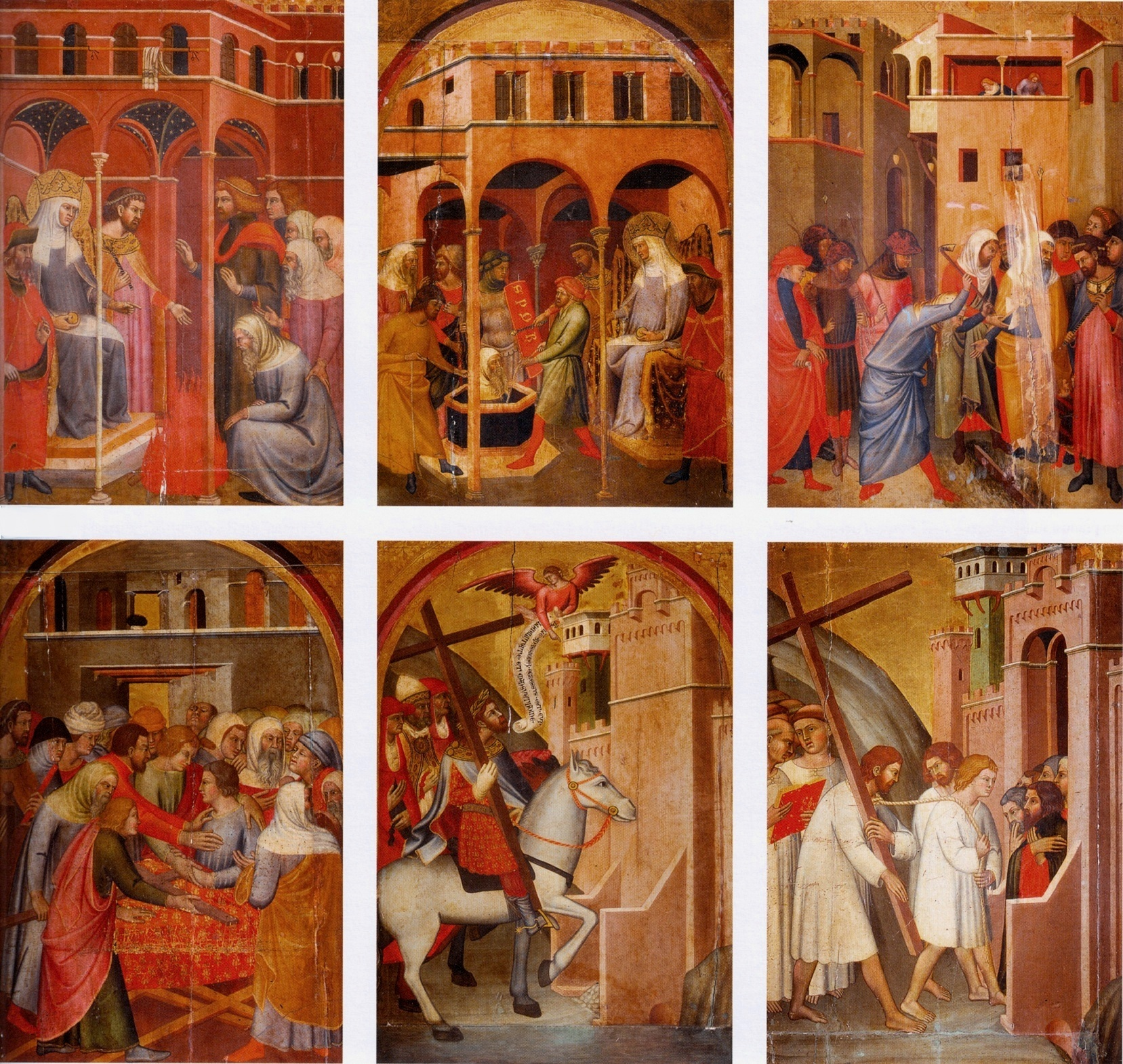
Arliquera avec anges et histoires de la Vraie Croix (1412).

Benedetto di Bindo  ou Benedetto di Bindo Zoppo (Castiglione di Valdorcia 1380/1385 - Pérouse, 19 septembre 1417) est un  peintre italien   de l'école siennoise.

## Biographie
Benedetto di Bindo Zoppo est né à Castiglione di Valdorcia, près de Sienne à la fin du XIVe siècle et a probablement été formé à Sienne.
Le premier document le concernant, une attestation de paiement (20 novembre 1409) pour des travaux du chantier du  Duomo de Sienne. En 1412, avec Gualtieri di Giovanni da Pisa et Niccolo di Naldo, il réalise la décoration à fresque des trois chapelles dans la sacristie de la cathédrale de Sienne (mars 1411 - mars 1412), une des plus importantes commandes de l'époque.
Par la suite, il s'installe à Pérouse, où il est documenté à partir de 1415.
Entre novembre 1415 et novembre 1416 il peint à fresque les chapelles de Sainte Catherine et Saint Pierre de la basilique San Domenico à Pérouse où il meurt prématurément en 1417,.
Il a été enterré dans le cloître de San Domenico.

## Œuvres
Benedetto a été payé en 1415 pour les vitraux de la sacristie de la basilique San Domenico de Pérouse, vitraux détruits en 1665 lors de la restructuration de l'édifice.
- Vierge de l'humilité et saint Jérôme traduisant l'Évangile de Jean (attribution), Philadelphia Museum of Art
- Apparition de saint Michel, chapelle de la châsse, Château Saint-Ange,
- Armoire reliquaire (1412) sacristie, Musée de l'Opéra del Duomo, Sienne
- Fresques de la chapelle de Sainte Catherine et Saint Pierre (1415-1416), basilique San Domenico, Pérouse.
- Assomption de la Vierge, fresque, église san Niccolo del Carmine, Sienne,
- Assomption de la Vierge, musée civique, Bettona,
- Vierge à l'Enfant avec les saints André et Onofrio, pinacothèque de Sienne
- Sainte Lucie, Minneapolis
- Annonciation, cathédrale Saint John the Divine, New York,
- Arliquera   (armoire peinte) avec décor d'anges et histoires de la Vraie Croix (1412) en collaboration avec Lando di Stefano et Giusa di Frosino, musée de l'Opera del Duomo, Sienne.